# Sunwon
Königin Sunwon (koreanisch 순원왕후; * 8. Juni 1789; † 21. September 1857) war die Frau von König Sunjo von Joseon. Sie fungierte nach dem Tod ihres Mannes als Regentin Joseons für ihren Enkel Heonjong und später für ihren Adoptivsohn Cheoljong.

## Leben

### Herkunft
Sunwon wurde in die mächtige Andong-Kim Familie hineingeboren. Sie war das dritte Kind und die erste Tochter des Ministers Kim Jo-sun und der Dame Sim der Cheongsong-Sim Familie. 

### Als Königin
Im Jahr 1802 heiratete sie mit 13 Jahren König Sunjo und wurde so Königin von Joseon. In der Ehe gebar sie fünf Kinder:
- Hyomyeong (* 1809)
- Prinzessin Myeongon (* 1810)
- Prinzessin Bokon (* 1818)
- Sohn († 1820)
- Prinzessin Deokon (* 1828)

### Regentin und Tod
Ihr Mann starb 1834 und sie wurde Regentin für ihren 8-jährigen Enkel König Heonjong. Die Macht blieb so in den Händen der Andong-Kim Familie, dies änderte sich 1840/41 mit dem Ende der Regentschaft. Als Sohn von Königin Sinjeong gewann ihre Familie, die Pungyang-Jo Familie, an Macht. 
Die Machtverhältnisse verschoben sich erneut mit dem Tod König Heongjongs 1849. Sunwon übernahm erneut die Regentschaft, diesmal für ihren Adoptivsohn König Cheoljong. Sie nutzte ihre Macht, um ihn 1851 mit einer Tochter ihrer eigenen Familie zu verheiraten, diese wurde als Königin Cheorin bekannt. Im Jahr 1852 endete ihre Regentschaft. 
Sunwon starb 1857 im Changdeok-Palast. Die Macht ihrer Familie erlosch mit der Adoption von Yi Myeong-bok des Sohnes des Prinzen Heungseon durch Königin Sinjeong. Yi Myeong-bok wurde als Gojong König von Joseon und später Kaiser von Korea.